# Cor política
As cores políticas são cores usadas para representar uma ideologia política, movimento ou partido, seja oficial ou não. É a interseção do simbolismo da cor e do simbolismo político.

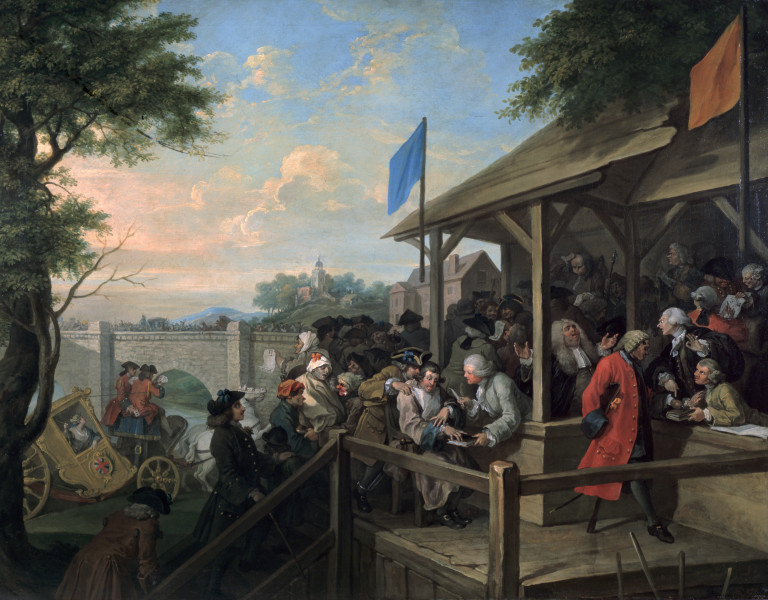
The Polling, de Hogarth, representando uma eleição de 1754 para o parlamento britânico, inclui uma bandeira azul representando os Torys conservadores e uma bandeira amarela representando os Whigs liberais

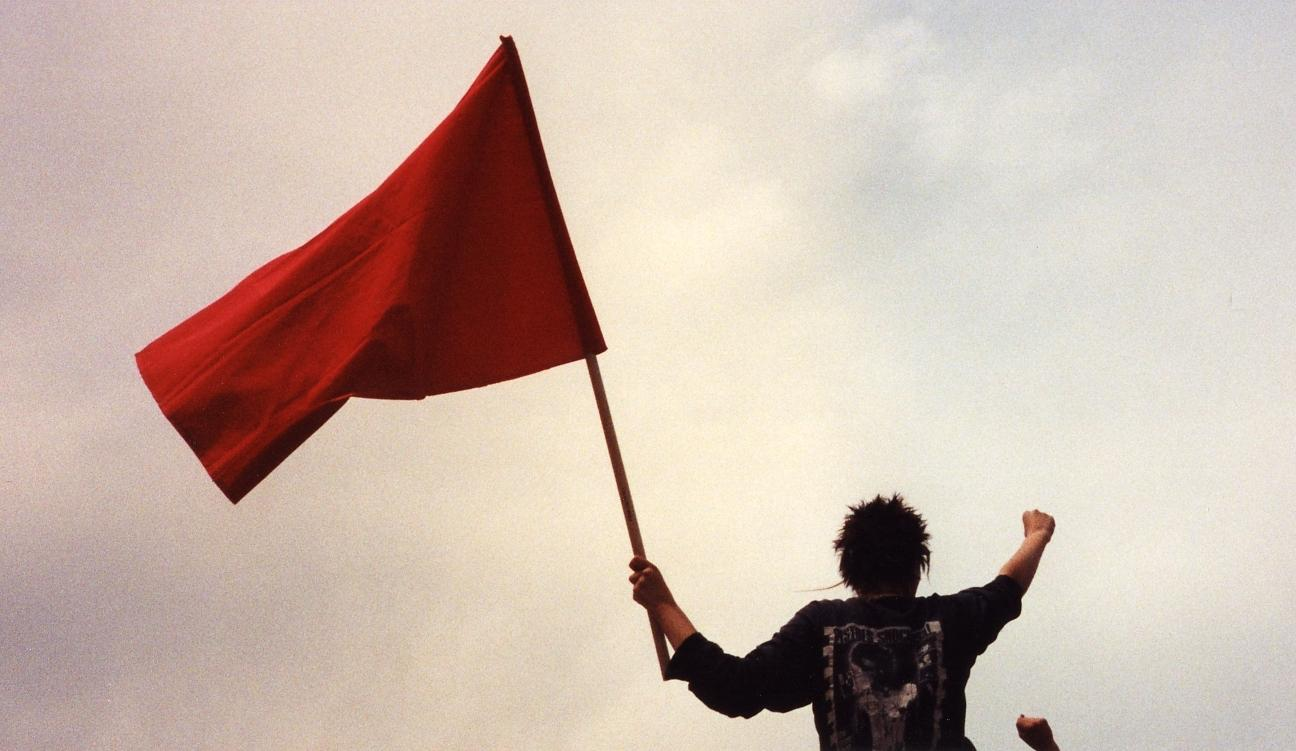
Manifestante de esquerda empunhando uma bandeira vermelha, um símbolo do socialismo, no Dia do Trabalhador

Partidos em diferentes países com ideologias semelhantes às vezes usam cores semelhantes. Como exemplo, a cor vermelha simboliza ideologias de esquerda em muitos países (levando a termos como "Exército Vermelho" e "ameaça vermelha/perigo vermelho"), enquanto a cor azul é frequentemente usada para o conservadorismo, a cor amarela é mais comumente associada ao liberalismo social e o libertarianismo, e a política verde (ambientalista) recebe o nome da cor política da ideologia.
As associações políticas de uma determinada cor variam de país para país, havendo exceções às tendências gerais. Por exemplo, o vermelho tem sido historicamente associado à monarquia ou à Igreja, mas com o tempo ganhou associação com a política de esquerda, enquanto os Estados Unidos diferem de outros países porque o conservadorismo está associado ao vermelho e o liberalismo social ao azul.
Os políticos que fazem aparições públicas geralmente se identificam usando rosetas, flores, gravatas ou fitas na cor de seu partido político.